# Pensaskari (ö i Finland, Norra Österbotten, Oulunkaari)
Pensaskari är en ö i Finland.   Den ligger i kommunen Ijo i den ekonomiska regionen  Oulunkaari  och landskapet Norra Österbotten, i den centrala delen av landet, 600 km norr om huvudstaden Helsingfors.